# Canthon caelius
Canthon caelius là một loài bọ cánh cứng trong họ Bọ hung (Scarabaeidae).